# NGC 701
NGC 701 es una galaxia espiral barrada (SBc) localizada en la dirección de la constelación de Cetus. Posee una declinación de -9°42′12″ y una ascensión recta de 1 horas, 51 minutos y 03,8 segundos.
La galaxia NGC 701 fue descubierta en 10 de enero de 1785 por William Herschel.